# Detlef Busche
Detlef Busche (* 1. Mai 1942 in Bad Oeynhausen; † 4. November 2011 in Marburg) war ein deutscher Geograph, Geomorphologe und Hochschullehrer.

## Leben

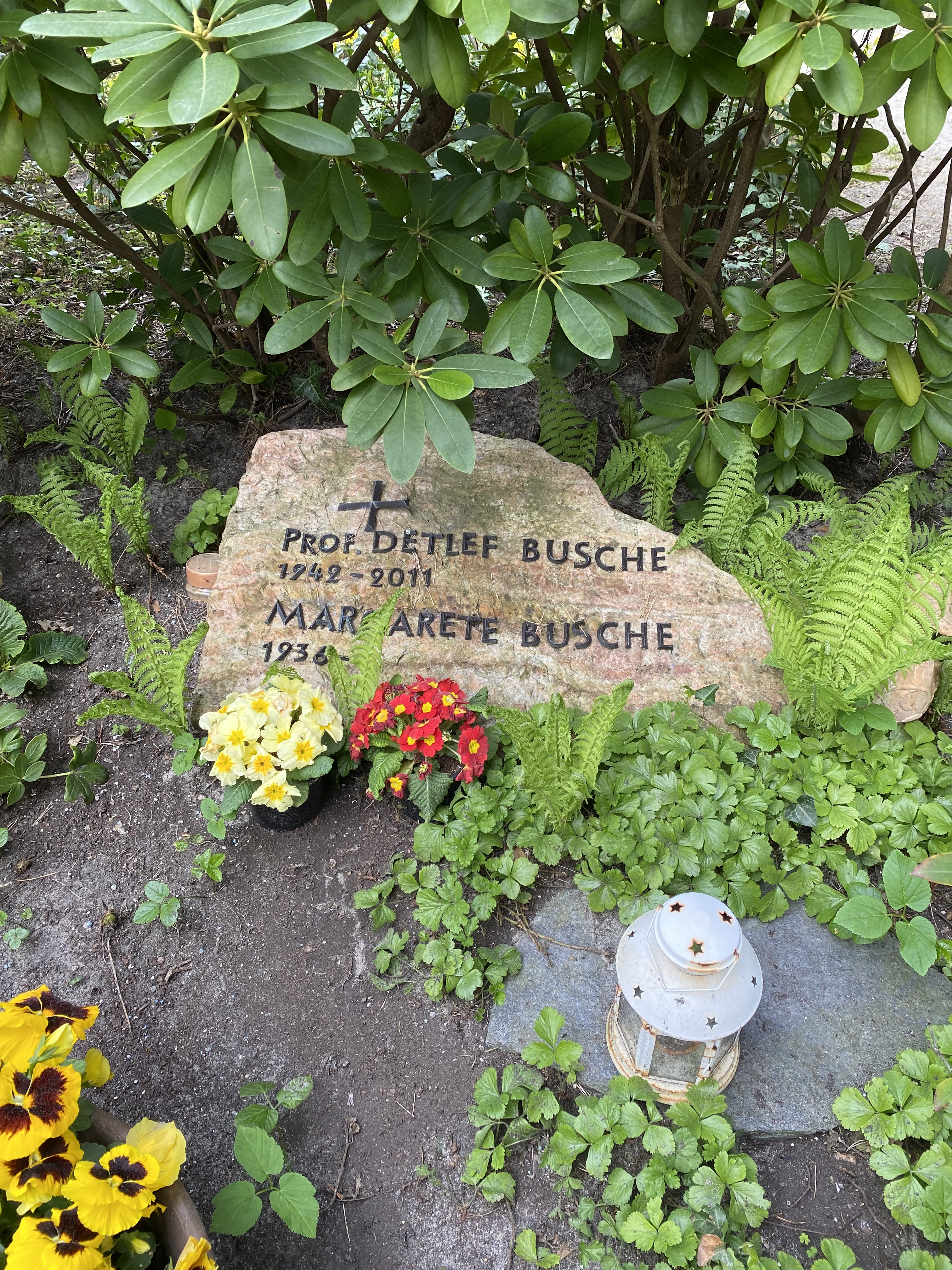
Grabstätte Detlef Busche

Detlef Busche war zuletzt bis zu seiner Pensionierung Professor für Physische Geographie an der Universität Würzburg. Während seiner wissenschaftlichen Laufbahn beschäftigte er sich mit der Reliefgeschichte der zentralen Sahara und deren Klima- und Formungswandel im Quartär (im Detail u. a. mit Pedimenten, Schichtstufen und Karstformen) sowie mit geomorphologischen Formen im Iran. Busche war Kommissionsmitglied für Geomorphologie der Bayerischen Akademie der Wissenschaften.
Im einheimischen Raum befasste sich Busche vor allem mit dem Fränkischen Schichtstufenland. Zuletzt engagierte sich Busche auch für das Archäologische Spessartprojekt.
Busche war zudem Hauptautor des ersten umfassenden geomorphologischen Bildatlas Landschaftsformen der Erde. Außerdem war er Mitherausgeber mehrerer geographischer Zeitschriften, u. a. der Zeitschrift für Geomorphologie. Über seine Forschertätigkeit hinaus war Busche, der auch einige Zeit in den USA lehrte, für seine viel geachtete Fähigkeit bekannt, fachspezifische Texte detailgenau in mehrere Sprachen übersetzen zu können.
Busche starb am 4. November 2011 und wurde auf dem Berliner Waldfriedhof Dahlem (Feld 010-281) beigesetzt.

## Werke
- Detlef Busche, Jürgen Kempf, Ingrid Stengel, Gerd Hintermaier-Erhard (Herausgeber): Landschaftsformen der Erde: Bildatlas der Geomorphologie, Primus Verlag 2005, ISBN 3-534-17220-5